# Преброяване на населението в България (1975)
Преброяването на населението в България през 1975 година се състои на 2 декември. За първи път обработката на данните от преброяването достига до най-ниското териториално ниво.
Към 2 декември 1975 г. населението на страната е 8 727 771 души, от тях 4 357 820 (49,9 %) са мъже и 4 369 951 (50,1 %) са жени. Населението в градовете е 5 061 087 (58,0 %), а в селата е 3 666 684 (42,0 %).

## Резултати

### Местоживеене и пол
Население по местоживеене и пол:
|                                                 | Всичко    | Мъже      | Жени      | Жени на 1000 мъже |
| Общо                                            | 8 727 771 | 4 357 820 | 4 369 951 | 1003              |
| ----------------------------------------------- | --------- | --------- | --------- | ----------------- |
| В градовете                                     | 5 061 087 | 2 517 708 | 2 543 379 | 1010              |
| В селата                                        | 3 666 684 | 1 840 112 | 1 826 572 | 993               |
| Относителен дял на градското население–проценти | 58.0      | 57.8      | 58.2      |                   |

### Етнически състав
Численост и дял на етническите групи:
| Етническа група    | Численост | Дял (в %) |
| Общо               | 8 727 771 | 100.00    |
| Българи            | 7 930 024 | 90.85     |
| Турци              | 730 728   | 8.37      |
| Цигани             | 18 323    | 0.20      |
| Друга              | 48 696    | 0.55      |
| Не се самоопределя | –         | –         |